# 人頭馬亞太
人頭馬亞太（英語：Remy Pacifique，香港商業登記編號：03908758、原香港公司註冊編號：0032786、原香港聯合交易所上市編號：0209），為一家主要分銷香檳干邑、百蘭地、紅酒的代理商。
該公司於1973年以「Remy Martin (Far East) Limited」（中文譯為「人頭馬（遠東）有限公司」）在香港按《公司條例》註冊成立，其股份在1980年在香港掛牌上市，並合資參與天津市葡萄園合資設立「王朝葡萄釀酒」廠。
然而，由於後來法國法郎對港元匯價引致股價下跌，被母公司「人头马」於1986年提出私有化，並於同年10月31日撤銷上市地位。
該公司於1989年4月1日起更改名稱為「Remy Pacifique Limited」（中文譯為「人頭馬亞太有限公司」），並於2005年因應王朝酒業在香港交易所掛牌上市，而持有後者27.03%之股份。

## 外部連結
- 人頭馬 （页面存档备份，存于）